# Кубок Лихтенштейна по футболу 2016/2017
Кубок Лихтенштейна 2016/17 — семьдесят второй сезон ежегодного футбольного соревнования в Лихтенштейне. Победитель кубка квалифицируется в квалификационный раунд Лиги Европы УЕФА 2017/18.

## Первый раунд
Матчи первого раунда прошли с 17 августа по 7 сентября 2016 года.
| Команда        | счёт | Команда         |
| -------------- | ---- | --------------- |
| Шан III        | 1:4  | Эшен-Маурен III |
| Шан II Аццурри | 1:2  | Руггель II      |
| Эшен-Маурен II | 3:0  | Тризенберг II   |
| Тризен II      | 1:5  | Бальцерс        |

## Второй раунд
К пяти победителям первого раунда добавились «Бальцерс III», «Руггелль», «Тризенберг» и «Тризен». Матчи состоялись 27, 28 сентября и 4 октября 2016 года.
| Команда         | счёт | Команда    |
| --------------- | ---- | ---------- |
| Эшен-Маурен II  | 0:3  | Бальцерс   |
| Бальцерс III    | 0:2  | Руггелль   |
| Эшен-Маурен III | 0:7  | Тризенберг |
| Руггелль II     | 0:1  | Тризен     |

## 1/4 финала
В четвертьфиналах к четырём победителям второго раунда добавились полуфиналисты предыдущего розыгрыша кубка: команды «Вадуц», «Эшен-Маурен», «Бальцерс II» и «Шан». Матчи состоялись 25 и 26 октября 2016 года.
| Команда     | счёт | Команда     |
| ----------- | ---- | ----------- |
| Бальцерс    | 0:4  | Эшен-Маурен |
| Руггелль    | 0:11 | Вадуц       |
| Тризенберг  | 3:1  | Шан         |
| Бальцерс II | 0:2  | Тризен      |

## 1/2 финала
Полуфинальные матчи прошли 5 и 11 апреля 2017 года.
| Команда    | счёт | Команда     |
| ---------- | ---- | ----------- |
| Тризенберг | 2:4  | Эшен-Маурен |
| Тризен     | 0:18 | Вадуц       |

## Финал
| Эшен-Маурен | 1:5 | Вадуц |
| ----------- | --- | ----- |
|             |     |       |